# Аарон (Казанский)
Архимандри́т Ааро́н (в миру Алекса́ндр Каза́нский; 1818? — 21 августа 1890) — архимандрит Русской православной церкви, регент в Троице-Сергиевой лавре.

## Биография
Аарон родился в семье дьячка. Обучение проходил в Тульской духовной семинарии во второй половине 1830-х годов; совместно с ним обучался будущий протоиерей Д. В. Разумовский. После окончания 20 августа 1840 года семинарии выбрал путь послушника в Троице-Сергиевой лавре. В 1843 году стал монахом, в 1845-м иеродиаконом, в 1850-м иеромонахом. Спустя продолжительное время, в 1887 году, он стал архимандритом. Около 50 лет Аарон (Казанский) состоял в хоре монастыря, причём 20 из них провёл на должности регента. При этом ему был известен опыт регента Чудовского хора Ф. А. Багрецова, который он использовал при своей работе.
В середине 1880-х годов Аарон (Казанский), имея перед собой задачу облегчить усвоение древнего лаврского напева, известного как Троицкий, и предохранить его от изменений и забвений, по памяти воспроизвёл на бумаге ирмосы из лаврских богослужений, представив тем самым Троицкий напев со всеми его особенностями. Также для работы регент использовал и книги — лаврские рукописные Ирмологии 1748 и 1756 годов. Всего в книге Аарона было записано одноголосно в альтовом ключе около 600 ирмосов.
Труд носил название «Ирмологий, содержащий ирмосы всего лета, употребляемые при церковных службах во обители Живоначальныя Троицы и преподобнаго Сергия, с местным напевом, усвоенным давностию употребления», вместе с указателем употребления ирмосов он был напечатан в скоропечатне П. И. Юргенсона в 1887 году. Подвергнув «Ирмологий» незначительным исправлениям и изменениям, лавра переиздала его в 1904 году. Перевод труда на скрипичный ключ состоялся в 1982 году, когда Московская Патриархия переиздала труд в третий раз.

## Комментарии
1. ↑  По другим данным, в 1815 году. См.: Языков, Д. Обзор жизни и трудов русских писателей и писательниц. — М., 1907. — Вып. 10. — С. 1.